# Gora Volkova
Gora Volkova (englische Transkription von russisch Гора Волкова Gora Wolkowa, deutsch ‚Wolkow-Berg‘) ist ein Nunatak in den Prince Charles Mountains des ostantarktischen Mac-Robertson-Lands. In der Aramis Range ragt er unmittelbar südlich des McLean Ridge auf.
Russische Wissenschaftler benannten ihn. Der Namensgeber ist nicht überliefert.